# Distrito de Hajdúszoboszló
El distrito de Hajdúszoboszló (húngaro: Hajdúszoboszlói járás) es un distrito húngaro perteneciente al condado de Hajdú-Bihar.
En 2013 tiene 43 175 habitantes. Su capital es Hajdúszoboszló.

## Municipios
El distrito tiene 2 ciudades (en negrita) y 3 pueblos (población a 1 de enero de 2012):
- Ebes (4390)
- Hajdúszoboszló (23 309) – la capital
- Hajdúszovát (3038)
- Nagyhegyes (2750)
- Nádudvar (8768)